# Reinhard Lauth
Reinhard Lauth (Oberhausen, 11 agosto 1919 – Monaco di Baviera, 23 agosto 2007) è stato un filosofo tedesco.

## Il pensiero
Lauth è nato nel 1919 a Oberhausen in Renania. Si è laureato in medicina e in filosofia. La sua ricerca teoretica prende le mosse dallo studio di Dostoevskij, sul quale nel 1950 pubblica un'ampia monografia (tradotta anche in russo ed in cinese) che resta ancora oggi un valido punto di riferimento per gli studiosi (»Ich habe die Wahrheit gesehen«. Die Philosophie Dostojewskis in systematischer Darstellung). Lauth avverte quindi l'urgenza delle problematiche filosofiche sollevate dal clima dell'esistenzialismo assai diffuso in Germania ed in Europa nei decenni centrali del '900: come emerge però con chiarezza dal volume del 1953 (Die Frage nach dem Sinn des Daseins), egli si oppone con decisione agli esiti scettici, relativistici e nichilistici che caratterizzano tanta parte dell'esistenzialismo. Lauth non accetta quindi l'assolutizzazione della finitudine umana, così com'essa viene prospettata ad esempio da Heidegger, e cerca di elaborare un pensiero che non rinunci all'idea di verità, di sistema e di solida fondazione. Quello elaborato da Lauth è perciò un rigoroso sistema di filosofia trascendentale che non dimentica mai di considerare anche “la parte più intima e fragile” della conditio humana: si tratta di un sistema aperto che prende le mosse dalla vita umana nella sua concretezza per giungere alla formulazione di princìpi in base ai quali poter dedurre l'esperienza stessa. In Lauth convivono e si intersecano in un fecondo intreccio due linee di pensiero: quella di Dostoevskij, Rousseau e Jacobi che rappresentano raffinati interpreti del “mondo della vita” e quella di Descartes, Kant e Fichte che offrono l'idea di filosofia come sistema, come fondazione razionale a partire da princìpi primi.

### La Fichte-Gesamtausgabe
Decisivo nell'itinerario di ricerca di Lauth è stato l'incontro con i testi di Johann Gottlieb Fichte: a partire dal 1962 presso l'Accademia Bavarese delle Scienze, egli inizia la pubblicazione dell'edizione critica delle opere del filosofo tedesco. Si tratta della Fichte-Gesamtausgabe (completata nel 2012 e composta di 42 volumi) che Lauth ha voluto suddivisa in quattro sezioni: nella prima sezione sono contenuti gli scritti pubblicati da Fichte stesso, nella seconda i manoscritti non dati alle stampe, nella terza il carteggio, e nella quarta sezione le Kollegnachschriften ovvero gli “appunti” delle lezioni presi dagli uditori del filosofo. L'edizione critica ha fornito testi scientificamente affidabili ed ha avuto il grande merito di mettere a disposizione degli studiosi moltissimi importanti materiali inediti che erano rimasti quasi del tutto sconosciuti. Con la promozione di questa Gasamtausgabe, Lauth ha enormemente contribuito al rinnovamento degli studi su Fichte, ad una comprensione delle sue opere filologicamente più corretta e ad una complessiva interpretazione del suo pensiero, lontana dai pregiudizi storiografici e politici (quali ad esempio l'ingiusta visione di Fichte come filosofo del nazionalsocialismo) che da decenni gravavano su questa figura. È noto che nella manualistica l'“idealismo etico” fichtiano veniva solitamente presentato come un passaggio intermedio da Kant ad Hegel (Von Kant bis Hegel come recita il titolo di una celebre opera del 1921-24 di Richard Kroner) e che il pensiero di Fichte veniva suddiviso in due fasi nettamente distinte: il periodo di Jena (1794-1799) nel quale si ha la formulazione di un “idealismo soggettivo” ed il periodo di Berlino (1800-1814) nel quale la prospettiva fichtiana fu considerata una mistica senza quasi più valore sul piano propriamente speculativo e razionale. Con i suoi numerosi studi storiografici e sistematici su Fichte, Lauth è stato l'artefice di una vera e propria svolta nella Fichte-Forschung contemporanea: le sue ricerche sono divenute un imprescindibile punto di riferimento per tutti gli studiosi di filosofia classica tedesca e grazie ad esse Lauth è conosciuto nel mondo. A questo proposito basti ricordare il contributo storiografico che egli ha dato con opere come Hegel vor der Wissenschaftslehre (1987), Vernünftige Durchdringung der Wahrheit. Fichte und sein Umkreis (1994), Schelling vor der Wissenschaftslehre (2004); di particolare interesse è inoltre il volume del 1984 Die transzendentale Naturlehre Fichtes nach den Prinzipien der Wissenschaftslehre: in esso vengono studiate le caratteristiche della “filosofia della natura” elaborata da Fichte; questa è stata in assoluto la prima monografia sull'argomento.

### Il rinnovamento della filosofia trascendentale
La produzione filosofica di Lauth non si è limitata solo a ricostruzioni di tipo storiografico: essa si è impegnata anche sul piano propriamente teoretico e speculativo. Nel corso degli anni egli ha elaborato una propria originale prospettiva di filosofia trascendentale (basti ricordare l'opera del 1965 Zur Idee der Transzendentalphilosophie) e negli anni della sua docenza all'Università di Monaco Ludwig-Maximilian è riuscito a formare una “scuola di pensiero”: coloro che hanno raccolto l'eredità della cosiddetta “scuola di Monaco” (Münchener Schule) sono soprattutto i tedeschi Franz Bader, Adolf Schurr, Erich Fuch, Hans Georg von Manz e Günter Zöller, gli italiani Marco Ivaldo e Carla De Pascale, lo spagnolo Juan Cruz Cruz e Manzana de Marañon José Martinez, lo svizzero di lingua francese Ives Radrizzani. Alcuni di loro proseguono ancora oggi sotto diversi punti di vista e con differenti sensibilità speculative le linee di ricerche inaugurate dal maestro.
Lauth è stato un filosofo “controcorrente”: il suo pensiero è certamente atipico nel clima filosofico contemporaneo. Egli ha argomentato e difeso con energia la tesi di una “assoluta astoricità della verità” (al 1966 risale la prima edizione dello scritto Die absolute Ungeschichtlichkeit der Wahrheit) ed ha proposto un paradigma di filosofia trascendentale nel quale l'intersoggettività, o meglio ancora l'interpersonalità e le componenti pratiche della coscienza (i practica constitutiva come ad esempio la "volontà pura" che determina ogni atto conoscitivo ed ogni libera scelta), svolgono un ruolo essenziale e fondativo. Per Lauth la coscienza è un originario “formare” (bilden) e “costituire” il fenomeno a partire da un libero atto della volontà (Wille) che è primario: la visione trascendentale porta quindi ad un “essere coscienti di sé stessi” (tale è anche il significato del termine tedesco Bewusstsein, “coscienza”) come volontà in atto, voluntas-in-actu.
Lauth sviluppa anche una concezione della coscienza umana come riflesso e immagine stessa dell'assoluto (di un “tu” originario): l'assoluto che si manifesta nella coscienza dell'uomo diventa il fondamento di un agire eticamente ispirato, il Sollen (il “dovere”) di cui parlano Kant e Fichte. È da questo “tu” originario e costitutivo (in ultima analisi, da Dio stesso) che la coscienza umana avverte in sé un “appello”, una “chiamata” (Aufforderung e Aufruf nel linguaggio di Fichte) all'agire etico ed alla responsabilità. Quanto detto viene precisato e dedotto sistematicamente dall'autore nel volume del 1969 dal titolo Ethik in ihrer Grundlage aus Prinzipien entfaltet .

## Opere
- Die Philosophie Dostojewskis in systematischer Darstellung. [Habil. München 1948] München: Piper 1950, ISBN 3-492-01372-4
- Zur Idee der Transzendentalphilosophie. 1965
- Die absolute Ungeschichtlichkeit der Wahrheit. 1966
- Begriff, Begründung und Rechtfertigung der Philosophie. München; Salzburg: Pustet 1967
- Ethik in ihrer Grundlage aus Prinzipien entfaltet. 1969
- Die Entstehung von Schellings Identitätsphilosophie in der Auseinandersetzung mit Fichtes Wissenschaftslehre: (1795 - 1801). Freiburg (Breisgau), München: Alber 1975, ISBN 3-495-47322-X
- Theorie des philosophischen Arguments. 1979
- Die Konstitution der Zeit im Bewusstsein. Hamburg: Meiner 1981, ISBN 3-7873-0506-8
- Die transzendentale Naturlehre Fichtes nach den Prinzipien der Wissenschaftslehre. 1984
- Dostojewski und sein Jahrhundert. 1986
- Hegel vor der Wissenschaftslehre. 1987
- Transzendentale Entwicklungslinien von Descartes bis zu Marx und Dostojewski. Hamburg: Meiner 1989, ISBN 3-7873-0941-1
- Was sagt uns Dostojewskij heute? in Deutsche Hochschuledition 14, München Ars Una 1990, Italienische Übersetzung herausgegeben von M. Ivaldo: Dostoevskij e la Verità, Il ramo, Rapallo 2005.
- Vernünftige Durchdringung der Wirklichkeit: Fichte und sein Umkreis. München: Ars Una 1994, ISBN 3-89391-331-9
- Descartes' Konzeption des Systems der Philosophie. Stuttgart- Bad Cannstatt: Frommann-Holzboog 1998, ISBN 3-7728-1975-3
- Abraham und die Kinder seines Bundes mit Gott. München: Jerrentrup 2003, ISBN 3-935990-14-6

### Traduzioni italiane delle opere di Reinhard Lauth
- La filosofia trascendentale di J.G. Fichte, a cura di Claudio Cesa, Prefazione di Luigi Pareyson, Guida, Napoli 1986.
- L'idea cartesiana della filosofia come sistema in sé aperto, «Annuario filosofico», 13, 1997, pp. 47-57.
- Il pensiero trascendentale della libertà. Interpretazioni di Fichte, a cura di Marco Ivaldo, Guerini e Associati, Milano 1996.
- Con Fichte, oltre Fichte, a cura di Marco Ivaldo, Trauben, Torino 2004.
- Dostoevskij e la verità, a cura di Marco Ivaldo, Il ramo, Rapallo 2005.
- Abramo e i figli della sua alleanza con Dio, a cura di Marco Ivaldo, Il ramo, Rapallo 2012.